# Globaal lichaam (Ned) / Globaal veld (Be)
In de algebraïsche getaltheorie, een deelgebied van de wiskunde, zijn globale lichamen (Nederlands-Nederlands) of velden (Belgisch-Nederlands) de centrale objecten van studie. Globale lichamen/velden generaliseren lichamen van rationale getallen.
Onder een globaal lichaam/veld worden twee verschillende zaken verstaan:
- een algebraïsch getallenlichaam, dat wil zeggen een eindige uitbreiding van {\displaystyle \mathbb {Q} } (het lichaam/veld van de rationale getallen)
- een globaal functielichaam/-veld, dat wil zeggen het functielichaam/-veld van een algebraïsche kromme over een eindig lichaam/veld, of op equivalente wijze, een eindige uitbreiding van {\displaystyle F_{q}(T)}, het lichaam/veld van de rationale functies in één variabele over het eindige lichaam/veld met {\displaystyle q} elementen.